# Daugava
La Daugava ou Dvina occidentale (letton : Daugava ; russe : Западная Двина, Zapadnaïa Dvina ; biélorusse : Заходняя Дзвiна, Zakhodniaïa Dzvina ; polonais : Dźwina ; allemand : Düna ; estonien : Väina ; finnois : Väinäjoki) est un fleuve de 1 020 km qui coule en Russie, en Biélorussie et en Lettonie.

## Géographie

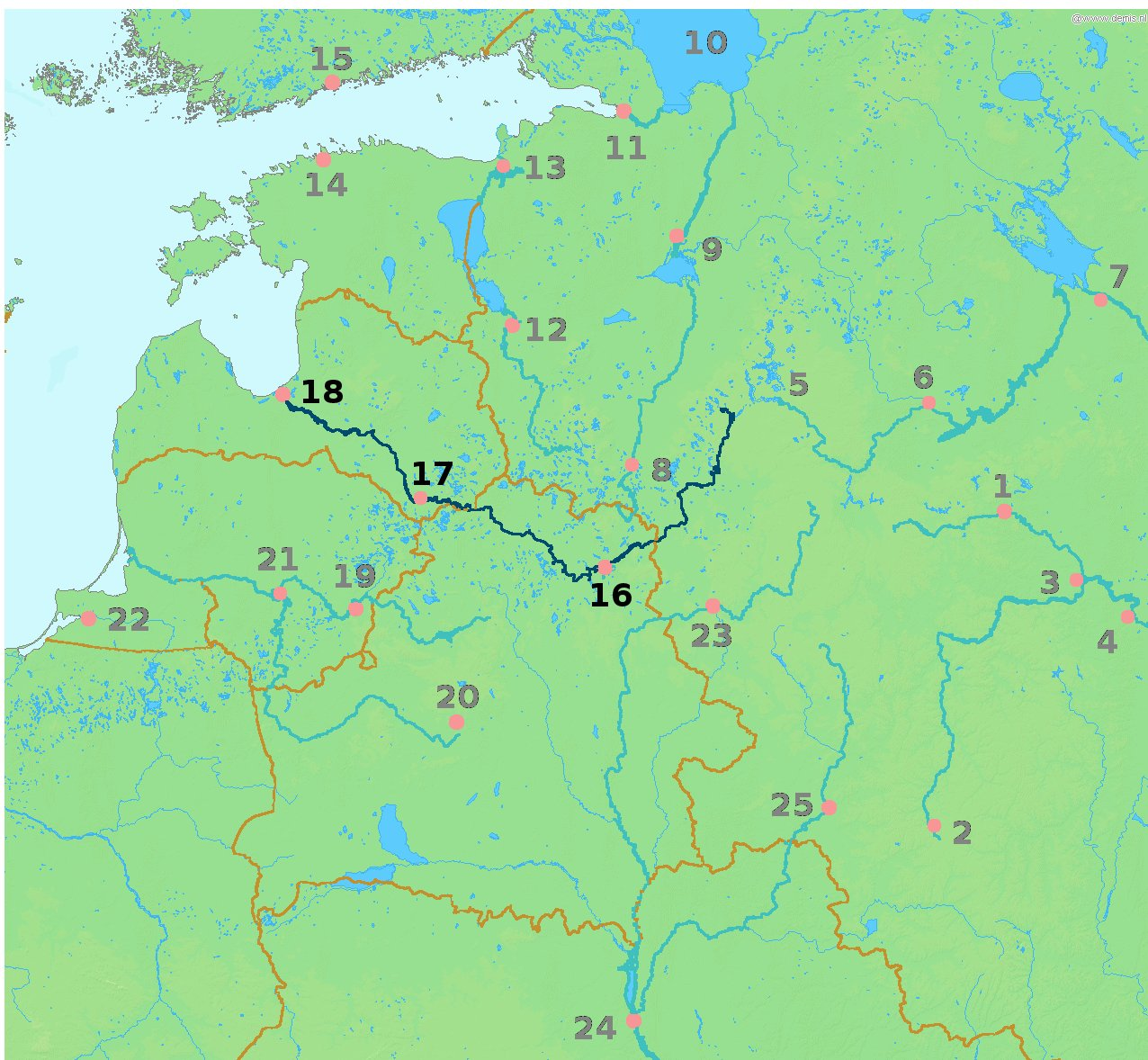
Carte montrant le cours de la Daugava, qui traverse Vitebsk (16), Daugavpils (17) et Riga (18).

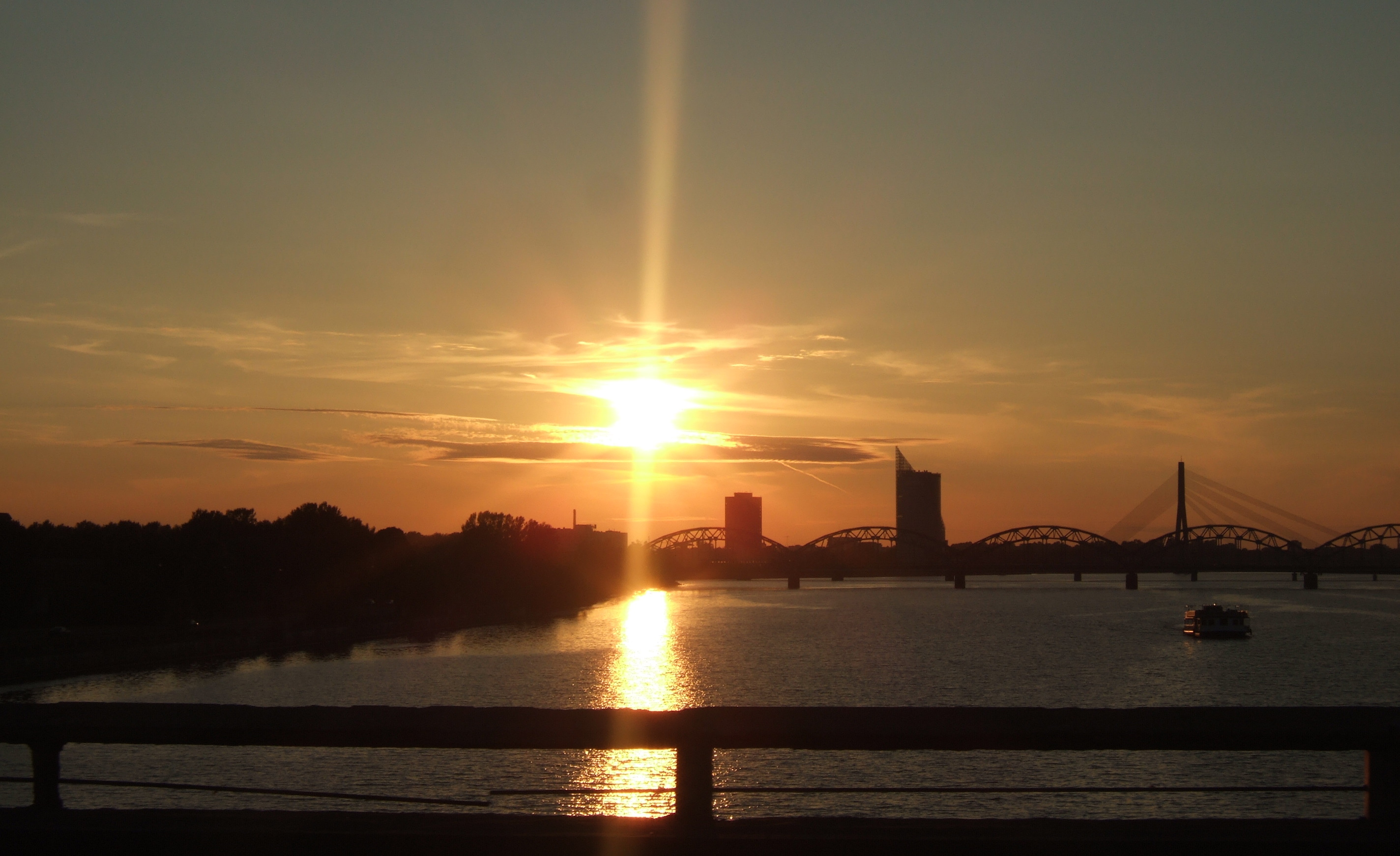
Coucher de soleil sur la Daugava

Le fleuve prend sa source en Russie dans la région d’Andreapol, oblast de Tver, dans les collines de Valdaï, et adopte d’abord la direction du sud. Il traverse ainsi tout l’oblast de Tver et pénètre par le nord-ouest sur le territoire de Smolensk. Là, il change de direction vers l’ouest et pénètre dans la partie nord du territoire biélorusse. Dans ce pays il traverse Vitebsk, prend une direction générale nord-ouest à partir de Bechankovitchy, et traverse encore Polotsk avant d'aborder le territoire letton. Après avoir notamment traversé les villes de Daugavpils et de Riga, il se jette dans la mer Baltique au niveau du golfe de Riga.
Il est relié par un canal à la Bérézina et de là au Dniepr laissé à l’abandon[pas clair].

## Principales villes arrosées
Lettonie :
- Krāslava, Daugavpils, Līvāni, Jēkabpils, Aizkraukle, Pļaviņas,  Aizkraukle, Jaunjelgava,  Lielvārde, Kegums, Ogre, Ikšķile, Salaspils, Riga

Russie :
- Andreapol, Zapadnaïa Dvina, Velij

Biélorussie :
- Ruba, Vitebsk, Beshankovichy, Polotsk, Navapolatsk, Dzisna

## Affluents

### Droits
Oulla, Velesa (lt), Meja, Kasplia, Ouchatcha (ru), Dysna (en), Lučesa (lt), Ilūkste (ru), Obol (ru), Drissa, Dubna, Aiviekste, Pērse, Ogre ;

### Gauches
Mārupīte, Buļļupe.

## Hydrométrie - Les débits à Jēkabpils
Le débit du fleuve a été observé durant 63 ans (au long de la période 1905 - 1989) à Jēkabpils, qui est située à quelque 140 kilomètres en amont de Riga et de l’embouchure du fleuve dans le golfe de Riga.
À Jēkabpils, le débit annuel moyen observé sur cette période était de 499 m3/s pour une surface de drainage de 70 200 km2, soit 80 % de la totalité du bassin versant (87 900 km2 en tout). La lame d’eau d’écoulement annuel dans le bassin est de 224 millimètres, une valeur assez élevée compte tenu des caractéristiques climatiques de la région.
Le débit moyen mensuel observé en février, aux basses eaux (minimum d’étiage), est de 211 m3/s, soit un peu moins de 12 % du débit moyen des hautes eaux (1 799 m3/s) qui a lieu mois d’avril lorsque le fleuve est grossi par la fonte des neiges. L’amplitude indique des variations saisonnières importantes. Sur la durée d’observation de 63 ans, le débit mensuel le plus faible a été de 57,2 m3/s (en février 1940), tandis que le débit maximum a été observé en avril 1922 avec une valeur de 3 580 m3/s.

## Équipement hydroélectrique
En Lettonie, trois grands barrages hydroélectriques sont construits sur ce fleuve et un quatrième est en projet. Le plus ancien de ces ouvrages est celui de Ķegums construit en collaboration avec les ingénieurs suédois, inauguré en 1940. La centrale hydroélectrique de Pļaviņas mise en service en 1965 est la plus grande centrale de Lettonie et l'une des plus grandes centrales hydroélectriques de l'Union européenne. Sa construction est à l'origine de la fondation de la ville d'Aizkraukle, qui est bâtie pour accueillir le personnel du chantier, puis acquiert le statut de ville en 1967. Le lac de barrage de Riga est créé au niveau de Doles Sala, entre 1966 et 1974, pour alimenter en eau la ville de Riga ainsi que pour actionner les turbines de la centrale hydroélectrique de Riga.